# هانی ایرانی
هانی ایرانی (انگلیسی: Honey Irani؛ زادهٔ ۱۷ ژانویهٔ ۱۹۵۰) هنرپیشه و فیلمنامه‌نویس اهل کشور هند است.

## قسمتی از فیلم‌شناسی
فیلمنامه‌نویس:
- کریش ۳ -۲۰۱۳
- کریش -۲۰۰۶
- خواسته -۲۰۰۳
- بی‌نام و نشان-۱۹۹۹
- شوهر-۱۹۹۴
- عشق اول-۱۹۹۴
- ترس -۱۹۹۳
- لحظات -۱۹۹۱

بازیگر:
- عاشق-۱۹۶۲
- سیتا و گیتا -۱۹۷۲
- عشق جاویدان -۱۹۷۱

کارگردان:
- خواسته -۲۰۰۳

وی همچنین برنده جوایزی همچون جوایز فیلم‌فیر شده است.